# Awadagin Pratt
Awadagin Pratt est un pianiste de concert originaire de Pittsburgh, en Pennsylvanie.

## Biographie
Adawagin Pratt naît à Pittsburgh le 6 mars 1966. Son père, Theodore Pratt, est originaire du Sierra Leone. Sa famille déménage rapidement à Normal pour que ses deux parents travaillent à l'université d'État de l'Illinois. Il commence le piano à six ans et le violon à neuf ans. Il joue également beaucoup au tennis pendant son enfance : à l'adolescence, il est classé en compétition sur la région du Midwest.
À 16 ans, Pratt s'inscrit à l'université de l'Illinois à Urbana-Champaign. Il refuse des bourses d'études sportives en tennis pour prendre une bourse d'études de violoniste à cette université, puis part finir ses études à l'Institut Peabody en double cursus piano et violon. Il est le premier élève de l'établissement à obtenir un diplôme de piano, un diplôme de violon, et un diplôme de Master en direction d'orchestre.
En 1992, il gagne en notoriété en remportant le Concours international de piano Naumburg. Il est le premier africain-américain à remporter la compétition.
En 1993, Awadagin Pratt signe un contrat avec IMG Artists. L'année suivante, il intègre l'orchestre philharmonique de New York et sort son premier album, A Long Way From Normal,. Sous la présidence de Bill Clinton, il est invité deux fois à jouer à la Maison-Blanche.
En 1995, il publie Beethoven's Piano Sonatas, son deuxième album. Le troisième suit en 1997 et s'intitule Live from South Africa,. En 1999, il sort Transformations qui reprend des œuvres de Mussorgsky, Bach et Brahms. En 2002, il publie un dernier album avec le Quatuor à cordes du Saint-Laurent (en) : Play Bach, qui reprend cinq œuvres de Jean-Sébastien Bach.
À l'automne 2004, Pratt devient professeur assistant de piano et artiste en résidence à l'université de Cincinnati.
En décembre 2005, il conduit son premier récital à l'université de Cincinnati. Il continue, pendant les années suivantes, à jouer du piano à une trentaine de concerts par an autour du monde.
En 2009, Pratt est l'un des quatre artistes sélectionnés pour tenir un récital à la Maison-Blanche.
En 2012, Pratts reçoit le prix des anciens élèves de l'université Johns-Hopkins et un doctorat honoraire de l'université Wesleyenne de l'Illinois. Il participe régulièrement au jury de grandes compétitions de piano ainsi qu'à des récitals pour enfants.

## Discographie
- 1994 : A Long Way From Normal[3]
- 1995 : Beethoven's Piano Sonatas[4]
- 1997 : Live from South Africa[5]
- 1999 : Transformations[6]
- 2002 : Play Bach avec le St. Lawrence String Quartet[7]

## Prix et distinctions
- 1992 : victoire au Concours international de piano Naumburg[1],[2]
- 2012 : prix des anciens élèves de  l'université Johns-Hopkins[2]
- doctorat honoraire de l'université Wesleyenne de l'Illinois[2]